# Campeonato Ecuatoriano de Fútbol 1968
El Campeonato Ecuatoriano de Fútbol 1968, conocido oficialmente como «Campeonato Nacional de Fútbol 1968», fue la 10.ª edición del Campeonato nacional de fútbol profesional de la Primera División en Ecuador. El torneo fue organizado por la Asociación Ecuatoriana de Fútbol (hoy Federación Ecuatoriana de Fútbol) y contó con la participación de los 12 equipos de fútbol.
El torneo se jugó en 2 etapas: La primera en una etapa bajo la modalidad de sistema de todos contra todos en partidos de ida y vuelta. Luego se jugó una segunda etapa, donde se dividieron en 2 hexagonales: El primer hexagonal jugaron los 6 mejores ubicados en la tabla general y jugaron la Grupo 1 de la Segunda etapa; y, el segundo hexagonal donde jugaron los 6 peores ubicados para jugar la Grupo 2 de la Segunda etapa, donde los 2 últimos perdieron categoría, más el Estibadores Navales de la ciudad de Manta que decidió no participar la Segunda División, perdió la categoría automáticamente y finalmente desapareció 2 años después en 1970.
Los puntos de la primera etapa fueron llevados a los grupos para determinar posiciones de Campeonato y Descensos.
Deportivo Quito se coronó campeón por segunda vez en su historia.
Al finalizar el torneo se produjo el descenso de los 3 equipos ubicados en los tres últimos puestos en la tabla de posiciones de la Grupo 2 de la Segunda etapa de este torneo.

## Sistema de juego
El décimo Campeonato Nacional de Fútbol del Ecuador se inauguró con la presencia de 12 equipos en la Primera División, 6 de Quito: América, Aucas, Deportivo Quito, Liga Deportiva Universitaria, El Nacional y Politécnico: 3 de Guayaquil: Barcelona, Emelec y Everest; 2 de Manta: Estibadores Navales y Manta Sport, y 1 de Ambato: Macará. En total son 5 equipos de la Costa y 7 equipos de la Sierra.
En la primera etapa, se enfrentaron bajo la modalidad de sistema de todos contra todos, en juegos de ida y vuelta. Calificaron para formar 2 grupos. Para la segunda etapa, los 6 primeros fueron ubicados en el grupo uno, en la que pelearon por no descender. Este año, descendieron los 3 equipos peor ubicados del grupo dos.
El mérito especial de este sistema fue que los equipos acumularon para la segunda el puntaje obteniendo en la primera etapa.

## Relevo anual de clubes
Por primera vez cuatro equipos provenientes de la Segunda División ascendieron al Campeonato Ecuatoriano. Se trata del Deportivo Quito, Everest campeones del Campeonato Nacional de Ascenso del año anterior acompañado por sus respectivos subcampeones el Aucas y Estibadores Navales, por ende, el sistema de ascenso y descenso se implementó completamente.
| Pos. | de la Primera División |
| ---- | ---------------------- |
| Def. | Patria                 |
| 10º  | Español                |

| Pos. | de la Segunda División |
| ---- | ---------------------- |
| 1º   | Deportivo Quito        |
| 2º   | Aucas                  |
| 3º   | Everest                |
| 4º   | Estibadores Navales    |

## Datos de los clubes
| Equipo              | Ciudad                                                | Provincia                      |
| ------------------- | ----------------------------------------------------- | ------------------------------ |
| América de Quito    | Quito                                                 | Bandera de Pichincha Pichincha |
| Aucas               | Quito                                                 | Bandera de Pichincha Pichincha |
| Barcelona           | Guayaquil                                             | Guayas                         |
| Deportivo Quito     | Quito                                                 | Bandera de Pichincha Pichincha |
| El Nacional         | Quito                                                 | Bandera de Pichincha Pichincha |
| Emelec              | Guayaquil                                             | Guayas                         |
| Estibadores Navales | [[Archivo:\|20x20px\|border\|Bandera de Manta]] Manta | Manabí                         |
| Everest             | Guayaquil                                             | Guayas                         |
| Liga de Quito       | Quito                                                 | Bandera de Pichincha Pichincha |
| Macará              | Ambato                                                | Tungurahua                     |
| Manta Sport         | [[Archivo:\|20x20px\|border\|Bandera de Manta]] Manta | Manabí                         |
| Politécnico         | Quito                                                 | Bandera de Pichincha Pichincha |

## Equipos por ubicación geográfica
| Provincia  | N.º | Equipos                                                                                  |
| ---------- | --- | ---------------------------------------------------------------------------------------- |
| Pichincha  | 6   | - América de Quito - Aucas - Deportivo Quito - El Nacional - Liga de Quito - Politécnico |
| Guayas     | 3   | - Barcelona - Emelec - Everest                                                           |
| Manabí     | 2   | - Estibadores Navales - Manta Sport                                                      |
| Tungurahua | 1   | - Macará                                                                                 |

| Estibadores Navales Manta Sport Barcelona Emelec Everest Politécnico Liga de Quito El Nacional Deportivo Quito Aucas América de Quito Macará |

## Primera etapa

### Partidos y resultados
| Local/Visita        | AME | AUC | BAR | QUI | NAC | EME | EST | EVE | LDU | MAC | MSC | POL |
| ------------------- | --- | --- | --- | --- | --- | --- | --- | --- | --- | --- | --- | --- |
| América de Quito    |     | 0-0 | 0-2 | 3-3 | 1-1 | 2-1 | 5-2 | 3-1 | 0-3 | 2-1 | 1-0 | 1-0 |
| Aucas               | 2-1 |     | 0-2 | 2-3 | 1-0 | 0-2 | 3-1 | 1-1 | 2-1 | 4-2 | 1-0 | 2-2 |
| Barcelona           | 1-0 | 2-0 |     | 0-2 | 3-1 | 4-0 | 0-0 | 2-1 | 0-1 | 2-0 | 1-0 | 3-0 |
| Deportivo Quito     | 2-1 | 2-0 | 1-0 |     | 2-0 | 4-1 | 4-1 | 3-1 | 3-0 | 3-2 | 0-0 | 2-1 |
| El Nacional         | 4-1 | 0-0 | 0-0 | 1-1 |     | 4-1 | 2-1 | 4-0 | 1-1 | 2-0 | 2-1 | 1-1 |
| Emelec              | 2-0 | 6-0 | 2-0 | 1-0 | 4-2 |     | 3-0 | 0-0 | 2-1 | 1-0 | 0-0 | 3-1 |
| Estibadores Navales | 2-2 | 3-2 | 2-5 | 0-2 | 0-0 | 1-1 |     | 2-0 | 2-1 | 1-1 | 4-2 | 4-0 |
| Everest             | 1-0 | 2-3 | 1-1 | 1-2 | 1-0 | 2-2 | 3-1 |     | 1-0 | 5-1 | 0-0 | 1-3 |
| Liga de Quito       | 1-1 | 3-0 | 1-0 | 2-2 | 0-0 | 2-0 | 2-0 | 1-0 |     | 7-1 | 5-1 | 2-0 |
| Macará              | 2-4 | 3-1 | 1-1 | 3-1 | 2-1 | 2-1 | 7-3 | 2-4 | 0-0 |     | 2-1 | 0-2 |
| Manta Sport         | 1-0 | 3-0 | 2-0 | 0-1 | 2-1 | 1-1 | 3-0 | 0-0 | 1-0 | 3-0 |     | 4-2 |
| Politécnico         | 0-0 | 1-2 | 1-1 | 0-1 | 2-2 | 1-3 | 2-1 | 4-1 | 2-2 | 1-1 | 1-1 |     |

### Tabla de posiciones
|  |  |     | Equipo              | PJ | PG | PE | PP | GF | GC | DG  | PTS |
|  |  | --- | ------------------- | -- | -- | -- | -- | -- | -- | --- | --- |
|  |  | 1.  | Deportivo Quito     | 22 | 16 | 4  | 2  | 44 | 20 | +24 | 36  |
|  |  | 2.  | Barcelona           | 22 | 11 | 5  | 6  | 29 | 16 | +13 | 27  |
|  |  | 3.  | Emelec              | 22 | 11 | 5  | 6  | 37 | 27 | +10 | 27  |
|  |  | 4.  | Liga de Quito       | 22 | 10 | 6  | 6  | 36 | 19 | +17 | 26  |
|  |  | 5.  | Manta Sport         | 22 | 8  | 6  | 8  | 26 | 22 | +4  | 22  |
|  |  | 6.  | El Nacional         | 22 | 6  | 9  | 7  | 29 | 25 | +4  | 21  |
|  |  | 7.  | Aucas               | 22 | 8  | 4  | 10 | 26 | 40 | -14 | 20  |
|  |  | 8.  | América de Quito    | 22 | 6  | 6  | 10 | 27 | 32 | -5  | 18  |
|  |  | 9.  | Everest             | 22 | 6  | 6  | 10 | 27 | 35 | -8  | 18  |
|  |  | 10. | Politécnico         | 22 | 5  | 8  | 9  | 28 | 37 | -9  | 18  |
|  |  | 11. | Macará              | 22 | 6  | 4  | 12 | 33 | 50 | -17 | 16  |
|  |  | 12. | Estibadores Navales | 22 | 5  | 5  | 12 | 31 | 50 | -19 | 15  |

PJ = Partidos jugados; PG = Partidos ganados; PE = Partidos empatados; PP = Partidos perdidos; GF = Goles a favor; GC = Goles en contra; DG = Diferencia de gol; PTS = Puntos
|  | Clasificaron al Grupo 1 de la Segunda etapa. |
|  | Clasificaron al Grupo 2 de la Segunda etapa. |

#### Evolución de la clasificación
| Equipo / Fecha      | 01 | 02 | 03 | 04 | 05 | 06 | 07 | 08 | 09 | 10 | 11 | 12 | 13 | 14 | 15 | 16 | 17 | 18 | 19 | 20 | 21 | 22 |
| ------------------- | -- | -- | -- | -- | -- | -- | -- | -- | -- | -- | -- | -- | -- | -- | -- | -- | -- | -- | -- | -- | -- | -- |
| Deportivo Quito     | 10 | 3  | 4  | 4  | 2  | 2  | 2  | 4  | 3  | 2  | 2  | 2  | 2  | 1  | 2  | 1  | 1  | 1  | 1  | 1  | 1  | 1  |
| Barcelona           | 11 | 4  | 3  | 2  | 1  | 1  | 1  | 1  | 4  | 5  | 4  | 4  | 3  | 2  | 1  | 3  | 4  | 2  | 2  | 2  | 2  | 2  |
| Emelec              | 12 | 2  | 2  | 3  | 5  | 5  | 4  | 2  | 1  | 1  | 3  | 3  | 4  | 3  | 3  | 2  | 2  | 4  | 3  | 3  | 3  | 3  |
| Liga de Quito       | 8  | 1  | 1  | 1  | 3  | 4  | 5  | 5  | 5  | 4  | 5  | 5  | 5  | 4  | 5  | 4  | 3  | 3  | 5  | 4  | 4  | 4  |
| Manta Sport         | 7  | 5  | 5  | 5  | 4  | 3  | 3  | 3  | 2  | 3  | 1  | 1  | 1  | 5  | 4  | 5  | 5  | 5  | 4  | 5  | 5  | 5  |
| El Nacional         | 6  | 6  | 7  | 6  | 6  | 6  | 7  | 8  | 6  | 7  | 6  | 6  | 6  | 7  | 6  | 7  | 7  | 7  | 6  | 6  | 6  | 6  |
| Aucas               | 5  | 8  | 8  | 7  | 7  | 7  | 6  | 6  | 7  | 6  | 7  | 7  | 7  | 6  | 7  | 6  | 6  | 6  | 7  | 7  | 7  | 7  |
| América de Quito    | 4  | 7  | 6  | 8  | 9  | 8  | 9  | 7  | 8  | 9  | 8  | 8  | 9  | 8  | 8  | 8  | 9  | 8  | 8  | 8  | 8  | 8  |
| Everest             | 1  | 9  | 9  | 10 | 8  | 10 | 8  | 9  | 9  | 8  | 9  | 9  | 8  | 9  | 9  | 9  | 8  | 9  | 9  | 9  | 9  | 9  |
| Politécnico         | 3  | 10 | 12 | 9  | 10 | 9  | 10 | 10 | 11 | 10 | 10 | 11 | 10 | 10 | 10 | 10 | 11 | 11 | 10 | 10 | 10 | 10 |
| Macará              | 2  | 11 | 10 | 11 | 11 | 11 | 11 | 12 | 12 | 11 | 12 | 12 | 11 | 11 | 11 | 11 | 10 | 10 | 11 | 11 | 11 | 11 |
| Estibadores Navales | 9  | 12 | 11 | 12 | 12 | 12 | 12 | 11 | 10 | 12 | 11 | 10 | 12 | 12 | 12 | 12 | 12 | 12 | 12 | 12 | 12 | 12 |

## Segunda etapa

### Grupo 1

#### Partidos y resultados
| Local/Visita    | BAR | QUI | NAC | EME | LDU | MSC |
| --------------- | --- | --- | --- | --- | --- | --- |
| Barcelona       |     | 0-1 | 1-0 | 2-1 | 1-0 | 2-2 |
| Deportivo Quito | 1-1 |     | 0-0 | 0-1 | 0-0 | 2-1 |
| El Nacional     | 1-2 | 2-2 |     | 2-1 | 1-2 | 0-0 |
| Emelec          | 0-2 | 1-1 | 2-1 |     | 2-0 | 1-0 |
| Liga de Quito   | 2-3 | 4-0 | 0-0 | 5-0 |     | 3-2 |
| Manta Sport     | 0-1 | 1-0 | 0-0 | 1-2 | 1-1 |     |

#### Tabla de posiciones
|      |  |    | Equipo          | PJ | PG | PE | PP | GF | GC | DG  | PTS |
| ---- |  | -- | --------------- | -- | -- | -- | -- | -- | -- | --- | --- |
| (C)  |  | 1. | Deportivo Quito | 32 | 18 | 9  | 5  | 51 | 31 | +20 | 45  |
| (SC) |  | 2. | Barcelona       | 32 | 18 | 7  | 7  | 44 | 24 | +20 | 43  |
|      |  | 3. | Emelec          | 32 | 16 | 6  | 10 | 48 | 41 | +7  | 38  |
|      |  | 4. | Liga de Quito   | 32 | 14 | 9  | 9  | 53 | 29 | +24 | 37  |
|      |  | 5. | El Nacional     | 32 | 7  | 14 | 11 | 36 | 35 | +1  | 28  |
|      |  | 6. | Manta Sport     | 32 | 9  | 10 | 13 | 34 | 34 | 0   | 28  |

PJ = Partidos jugados; PG = Partidos ganados; PE = Partidos empatados; PP = Partidos perdidos; GF = Goles a favor; GC = Goles en contra; DG = Diferencia de gol; PTS = Puntos
 En el Grupo 1 de la Segunda etapa se jugaron 10 fechas sumadas las 22 fechas de la primera etapa son 32 partidos, también se sumaron los puntos.
| (C)  | Campeón, clasificó a la Copa Libertadores 1969.    |
| (SC) | Subcampeón, clasificó a la Copa Libertadores 1969. |

#### Campeón
|                                             |
|                                             |
| Campeón Sociedad Deportivo Quito 2.º título |

### Grupo 2

#### Partidos y resultados
| Local/Visita        | AME | AUC | EST | EVE | MAC | POL |
| ------------------- | --- | --- | --- | --- | --- | --- |
| América de Quito    |     | 2-1 | s/j | 3-0 | 2-0 | 1-1 |
| Aucas               | 4-2 |     | s/j | 1-1 | 2-2 | 1-0 |
| Estibadores Navales | s/j | s/j |     | s/j | s/j | s/j |
| Everest             | 6-2 | 3-1 | s/j |     | 3-1 | 2-0 |
| Macará              | 0-1 | 0-0 | s/j | 1-1 |     | 0-1 |
| Politécnico         | 2-1 | 1-0 | s/j | 3-0 | 0-0 |     |

#### Tabla de posiciones
|  |  |    | Equipo                          | PJ | PG | PE | PP | GF | GC | DG  | PTS |
|  |  | -- | ------------------------------- | -- | -- | -- | -- | -- | -- | --- | --- |
|  |  | 1. | América de Quito                | 30 | 10 | 8  | 12 | 39 | 41 | -2  | 28  |
|  |  | 2. | Everest                         | 30 | 10 | 8  | 12 | 43 | 47 | -4  | 28  |
|  |  | 3. | Aucas                           | 30 | 11 | 6  | 13 | 39 | 55 | -16 | 28  |
|  |  | 4. | Politécnico                     | 30 | 8  | 10 | 12 | 35 | 43 | -8  | 26  |
|  |  | 5. | Macará                          | 30 | 6  | 8  | 16 | 37 | 60 | -23 | 20  |
|  |  | 6. | Estibadores Navales (Expulsado) | 22 | 5  | 5  | 12 | 31 | 50 | -19 | 15  |

PJ = Partidos jugados; PG = Partidos ganados; PE = Partidos empatados; PP = Partidos perdidos; GF = Goles a favor; GC = Goles en contra; DG = Diferencia de gol; PTS = Puntos
 NOTA: Para determinar los descendidos se tomó en cuenta la posición de la tabla general de la Primera etapa más del Grupo 1 de la Segunda Etapa.
|  | Descendió a la Segunda División de Pichincha.  |
|  | Descendió a la Segunda División de Tungurahua. |
|  | Perdió la categoría.                           |

##### Evolución de la clasificación
| Equipo / Fecha                  | 23 | 24 | 25 | 26 | 27 | 28 | 29 | 30 |
| ------------------------------- | -- | -- | -- | -- | -- | -- | -- | -- |
| América de Quito                | 1  | 1  | 2  | 2  | 1  | 1  | 1  | 1  |
| Everest                         | 2  | 2  | 1  | 1  | 2  | 2  | 2  | 2  |
| Aucas                           | 5  | 5  | 5  | 3  | 3  | 3  | 3  | 3  |
| Politécnico                     | 3  | 3  | 3  | 5  | 5  | 4  | 4  | 4  |
| Macará                          | 4  | 4  | 4  | 4  | 4  | 5  | 5  | 5  |
| Estibadores Navales (Expulsado) | 6  | 6  | 6  | 6  | 6  | 6  | 6  | 6  |

## Goleadores
| Jugador                | Equipo          | Goles |
| ---------------------- | --------------- | ----- |
| Víctor Manuel Battaini | Deportivo Quito | 19    |
| Tom Rodríguez          | El Nacional     | 16    |
| Óscar Barreto          | Deportivo Quito | 14    |